# دانشکده دندانپزشکی بقیةالله
دانشکده دندانپزشکی دانشگاه علوم پزشکی بقیةالله یکی از دانشکده‌های دندانپزشکی ایران وابسته به دانشگاه علوم پزشکی بقیةالله در تهران است.

## تاریخچه
دانشکده دندانپزشکی بقیةالله با تصویب شورای گسترش دانشگاه‌های علوم پزشکی از اردیبهشت ۱۴۰۰ بنیانگذاری شد. بیمارستان دندانپزشکی شهید شکری که تنها بیمارستان تخصصی دندانپزشکی کشور است، وابسته به این دانشکده می‌باشد.